# Чарльз Інслі
Чарльз Інслі (англ. Charles Inslee; 6 червня 1870 — вересень 1922) — американський актор німого кіно.

## Життєпис
Актор народився у Нью-Йорку в 1870 році та помер у вересні 1922 року.

## Кар'єра
Він з'явився в 127 фільмах між 1908 і 1921 роками. Уперше знімався в кіно в 1908 році. Працював на студіях Edison, Biograph, Bison і Kalem.

## Вибіркова фільмографія
- 1913 — Бунт / The Riot
- 1913 — Драматична кар'єра Мейбл / Mabel's Dramatic Career — режисер
- 1913 — Новий герой Мейбл / Mabel's New Hero — Красивий Гарі
- 1913 — Коли мрії збуваються / When Dreams Come True
- 1913 — Невелике тихе весілля / A Quiet Little Wedding — суперник Фатті
- 1913 — Фатті в Сан-Дієго / Fatty at San Diego — театральний актор
- 1913 — Шум з глибин / A Noise from the Deep
- 1914 — Заробляючи на життя / Making a Living
- 1915 — Банк / The Bank — директор банка
- 1915 — Жінка (фільм)
- 1915 — Робота / Work — Іззі Вейк, шпалерник
- 1919 — Заплатіть належне / Pay Your Dues
- 1919 — Тільки його батько / His Only Father